# Scarlat Spacu
Scarlat Spacu (n. 23 octombrie 1886 - d. 1947) a fost un general român, care a luptat în cel de-al Doilea Război Mondial.
A absolvit Școala Militară de Ofițeri de artilerie în 1907. 
Grade: sublocotenent - 01.07.1907, locotenent - 01.07.1910, căpitan - 01.04.1915, maior - 01.04.1917, locotenent-colonel - 01.04.1920, colonel - 25.03.1928, general de brigadă - 27.02.1939.

## Decorații
- Ordinul „Coroana României” în gradul de Comandor cu însemne militare (9 mai 1941)[3]